# 天主教伯利恆教區
天主教伯利恆教區（拉丁語：Dioecesis Bethlehemensis）是南非一個羅馬天主教教區，屬布隆泉總教區。

## 歷史
教區的前身是一個宗座代牧區，成立於1948年2月12日，1951年1月11日升為教區。

## 現況
教區範圍位於自由邦省東北部。2012年有教友77,000人（佔轄區總人口7.7%）、十二個堂區、廿八名司鐸。現任教區主教為若望·德格魯夫。